# الصيح (السدة)

تعديل مصدري - تعديل

الصيح هي إحدى قرى عزلة جبل حجاج بمديرية السدة التابعة لمحافظة إب، بلغ تعداد سكانها 327 نسمة حسب تعداد اليمن لعام 2004.